# Wintershall

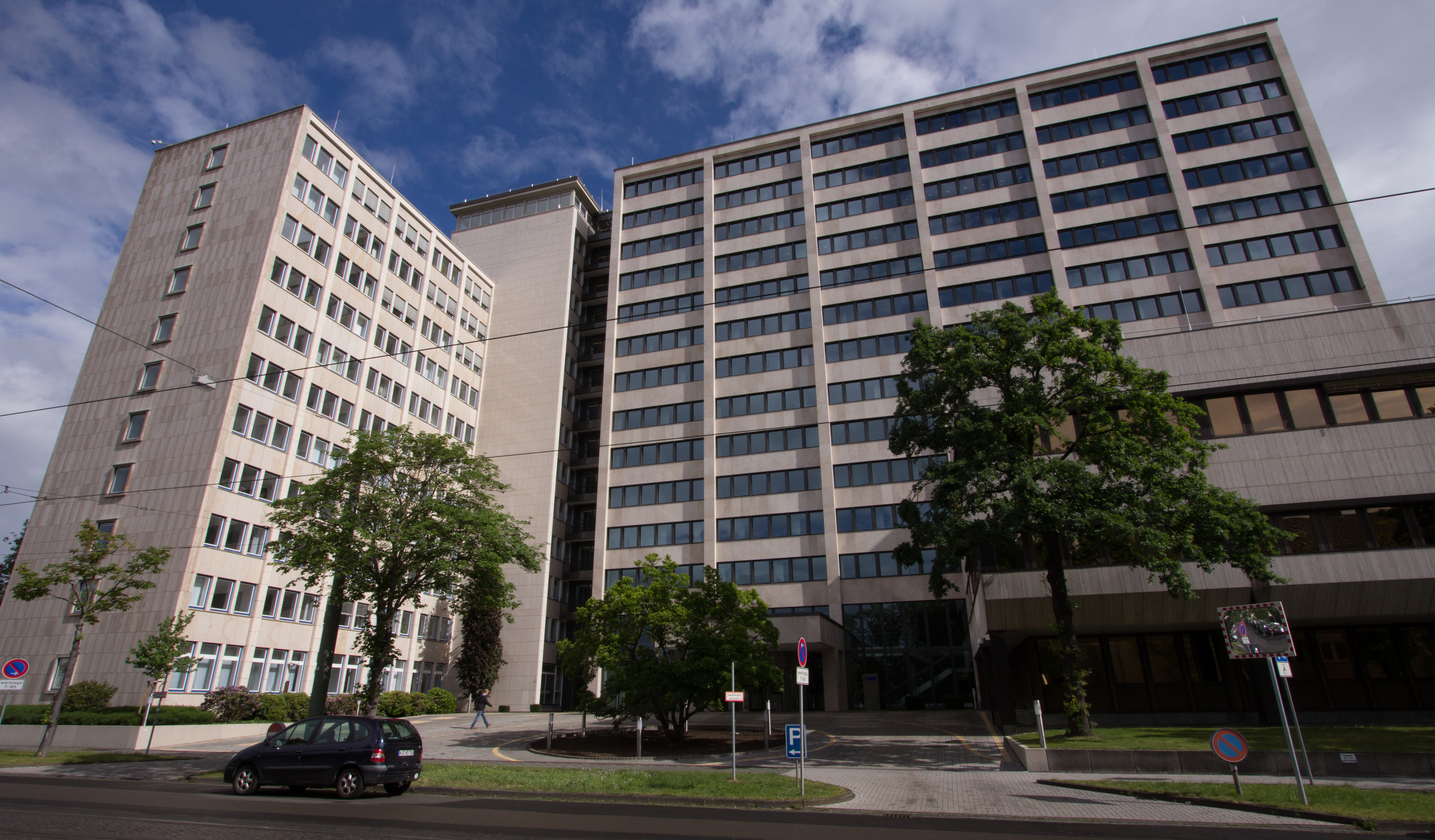
Zentrale der Wintershall in Kassel

Die Wintershall Holding GmbH mit Sitz in Kassel war der größte Produzent von Rohöl und Erdgas in Deutschland. Sie war eine einhundertprozentige Tochtergesellschaft der BASF. Das Unternehmen war in der Exploration und Produktion von Öl und Gas in Europa, Nordafrika, Südamerika sowie in Russland und im Mittleren Osten tätig. Wintershall hatte weltweit mehr als 2.000 Beschäftigte. Im Geschäftsjahr 2018 betrug die Öl- und Gasproduktion etwa 171 Millionen Barrel Öläquivalent (BOE). Die Erlöse beliefen sich auf 4,1 Milliarden Euro.
Im Mai 2019 fusionierte Wintershall mit DEA zur Wintershall Dea. Die BASF hält 67 % der Anteile des Joint Ventures.

## Geschichte

### Anfangsjahre
Wintershall wurde am 13. Februar 1894 von dem Bergbau-Unternehmer Carl Julius Winter und dem Industriellen Heinrich Grimberg ins Leben gerufen. Ursprünglich war das Unternehmen eine Bohrgesellschaft zur Förderung von Kalisalz in Kamen. Der Name Wintershall (sprich: Winters·hall) setzt sich aus dem Nachnamen von Carl Julius Winter und dem althochdeutschen Wort hall für „Salz“ (vgl. Halit, Halurgie) zusammen.
Am 23. April 1900 erfolgte der erste Spatenstich zum Abteufen des Schachtes Grimberg bei Widdershausen, das erste Kaliwerk Wintershall wurde in Heringen errichtet. Wintershall teufte weitere Schächte im Werra-Kalirevier ab, baute und erwarb weitere Werke in der Region. Von 1895 bis 1913 wurden im Werratal sieben Kalischächte in Hessen und 21 in Thüringen abgeteuft.
Ab 1930 kam für Wintershall die Erdölförderung als Arbeitsfeld hinzu, da sich das zufällige Ausströmen von Erdöl in einem der Kalischächte in Volkenroda als zukunftsweisende Perspektive für Wintershall erwies. Die zunehmende Motorisierung sowie die später einsetzende Kriegsrüstung ließen Erdöl zu einem gefragten Produkt werden. Wintershall konzentrierte sich daher fortan auf die Erschließung von Erdölquellen.

### Zeit des Nationalsozialismus
Wintershall profitierte sehr stark von den Enteignungen in der Zeit des Nationalsozialismus sowie vom Einsatz von Zwangsarbeitern und Gefangenen aus den Konzentrationslagern und von dem politischen Engagement August Rostergs, der das Unternehmen vom Ersten Weltkrieg bis zum Ende des Zweiten Weltkriegs führte.
Rosterg unterhielt enge Verbindungen zur NSDAP-Elite und traf den Reichsführer SS, Heinrich Himmler, persönlich bei zahlreichen Gelegenheiten. Die amerikanische Militärregierung sah Rosterg, der Mitglied des „Freundeskreis Himmler“ war, als „führenden Industriellen des nationalsozialistischen Regimes“. Unter seiner Führung wurde Wintershall vollständig Teil des NS-Systems und wirkte mit Blick auf dessen Ziele. In den 1930er Jahren übernahm Wintershall die Naphthaindustrie und Tankanlagen AG (NITAG) und nannte sie 1938 um in die NITAG Deutsche Treibstoffe AG um. Zu jener Zeit war die NITAG bereits „arisiert“, da die jüdische Familie Kahan spätestens ab 1932 keine Anteile mehr besaß. Infolgedessen wurde die NITAG neben Mihag, Wiesöl und Wintershall Mineralöl GmbH zur wichtigsten Vertriebstochter.
Während des Zweiten Weltkriegs wurden zunehmend Zwangsarbeiter eingesetzt. Die Gefangenen aus dem Konzentrationslager Buchenwald mussten im Wintershall-Mineralölwerk Lützkendorf arbeiten.

### Nachkriegszeit
In der Nachkriegszeit gingen große Unternehmensteile durch Enteignung in der Sowjetischen Besatzungszone verloren. Wintershall besaß in Mitteldeutschland nicht nur Kaliwerke, sondern in Krumpa das Mineralölwerk Lützkendorf mit einer Ölraffinerie sowie zwei Hydrieranlagen zur Herstellung von synthetischen Treib- und Schmierstoffen. Daher betrug ihr Verlust in Mitteldeutschland sogar etwa 80 Prozent ihres Betriebsvermögens.
Nach der Wertpapierbereinigung 1949/1950 übernahmen Wintershall und DEA 1952 im Zusammenhang mit dem Bau der Erdölraffinerie Emsland die Aktienmehrheit an der Deutsche Gasolin AG. 1951 machte Wintershall seinen ersten Erdgasfund in Norddeutschland. Im Jahr 1956 fusionierte die Wintershall-Tochter NITAG mit der Gasolin AG zur Deutsche Gasolin Nitag AG. Danach wurde Wintershall durch Einbringung seiner Anteile an NITAG und Gasolin Miteigentümer von Aral. Im Jahr 1965 übernahm Wintershall die Preussag-Anteile am Kalisalzbergwerk Buggingen.

### Übernahme durch BASF
Im Jahr 1969 übernahm die BASF-Gruppe Wintershall als wichtigen Lieferanten von Rohstoffen und als Teil der Ressourcensicherung für die BASF. Der Bremer Unternehmer Hermann Krages, der an Wintershall beteiligt war, versuchte durch eine Anfechtungsklage die Übernahme zu verhindern, was ihm aber nicht gelungen ist, nachdem das Oberlandesgericht Celle in letzter Instanz den Eingliederungsbeschluss für rechtens erklärte. Der Kalibergbau wurde 1970 in die Kali und Salz AG eingegliedert. Seitdem konzentriert sich das Unternehmen auf die Bereiche Erdgas und Erdöl. Im Jahr 1971 fusionierte die Wintershall-Tochtergesellschaft Gasolin mit ihrer Schwestergesellschaft Aral.
Im Jahr 1987 begann Wintershall im Zuge eines 50/50-Joint Ventures mit DEA den Betrieb der Bohrinsel Mittelplate am Rande des Nationalparks Schleswig-Holsteinisches Wattenmeer. Auf der mit 70 × 95 Meter relativ kleinen Förderinsel wurden bis 2019 mehr als 35 Millionen Tonnen Rohöl produziert. Das Offshore-Ölfeld Mittelplate macht 55 % der deutschen Ölproduktion aus.

### Bis zur Fusion
Seit den 1990er Jahren engagierte sich Wintershall verstärkt im Erdgashandel. Im Herbst 1990 wurde mit dem russischen Produzenten Gazprom eine Vereinbarung zur Vermarktung von russischem Erdgas in Deutschland getroffen. Damit wollte sich die BASF von ihrem bisherigen Lieferanten, der Ruhrgas AG, unabhängig machen. Die Kooperation von Firmen aus der russischen und deutschen Energiewirtschaft laut dem „Vertrag über die gaswirtschaftliche Zusammenarbeit“ wurde kurz vor der deutschen Wiedervereinigung vereinbart. Im Jahr 1993 wurde Wingas als Joint Venture zwischen Wintershall und Gazprom gegründet. Durch die europäischen Unbundling-Vorschriften mussten der Netzbetrieb und die Lagerung vom Erdgashandel abgespalten und in getrennte Gesellschaften überführt werden. Im Jahr 2010 erfolgte dann die Gründung der neuen Wingas (nur Erdgashandel) und von Wingas Transport. In Folge des Austauschs von Unternehmensbeteiligungen zwischen BASF und Gazprom ging die neue Wingas und damit der Erdgashandel der Wintershall im Jahr 2015 komplett in russischen Besitz über. Parallel dazu wurde das verbliebene Unternehmen Wingas Transport im Jahr 2012 in Gascade umbenannt. Gascade ist Teil des Gemeinschaftsunternehmens WIGA Transport Beteiligungs-GmbH & Co. KG (WIGA) der Wintershall Holding und PAO Gazprom. Wintershall Dea ist außerdem Miteigentümerin (15,5 %) der Nord Stream Pipeline von Gazprom, mit der durch die Ostsee Erdgas aus Russland nach Deutschland transportiert werden sollte. Nord Stream wurde am 8. November 2011 eingeweiht. Im Sommer 2015 unterzeichneten Wintershall und fünf weitere Unternehmen eine Absichtserklärung zum Bau der Kapazitätserweiterung der Nord Stream Pipeline. Zu diesem Zweck wurde das Unternehmen Nord Stream 2 AG gegründet. In Folge juristischer Verfügungen wurde Gazprom der alleinige Anteilseigner. Die anderen Initiatoren ENGIE, OMV, Shell, Uniper und Wintershall agieren als Finanzinvestoren des Projekts. Am 30. Oktober 2019 erließ Dänemark als letzter Anrainerstaat der Ostsee eine Baugenehmigung. Mitte November 2019 mussten nur noch knapp 290 der 1.230 Kilometer Gesamtlänge fertiggestellt werden.

### Fusion mit der DEA AG
Am 27. September 2018 wurde eine bindende Vereinbarung zur Fusion von DEA und Wintershall bekanntgegeben. Die Fusion erfolgte mit offizieller Genehmigung im Mai 2019. Es entstand das führende unabhängige Gas- und Ölunternehmen in Europa. BASF hält 67 % an Wintershall Dea und LetterOne 33 % der Stammaktien an Wintershall Dea. In Berücksichtigung des Werts des Midstream-Geschäfts von Wintershall Dea erhielt BASF außerdem Vorzugsaktien, wonach sich der derzeitige Gesamtanteil von BASF auf 72,7 % am gesamten Aktienkapital des Unternehmens beläuft. Die Vorzugsaktien werden am 1. Mai 2022 oder im Zuge eines möglicherweise früheren Börsengangs in Stammaktien umgewandelt.

### Unternehmensstruktur
Wintershall unterhielt Produktionsstandorte in Deutschland, in der Nordsee, in Argentinien, in Nordafrika, im Mittleren Osten und in Russland.
2010 wurde die Wintershall Holding AG in die Wintershall Holding GmbH umgewandelt.
Für das Geschäftsjahr 2015 belief sich der Umsatz von Wintershall auf über 12,99 Milliarden Euro, ein Rückgang gegenüber dem Vorjahresergebnis von etwa 15,14 Milliarden Euro. Der Unternehmensgewinn betrug 1,05 Milliarden Euro (2014: 1,46 Milliarden Euro). Die Öl- und Gasproduktion konnte 2015 gegenüber dem Vorjahr um 17 Millionen Barrel Öläquivalent (BOE) auf 153 Millionen BOE gesteigert werden. Hiervon entfielen etwa 75 % auf die Erdgasproduktion.